# Mimischnia
Mimischnia is een kevergeslacht uit de familie van de boktorren (Cerambycidae). De wetenschappelijke naam van het geslacht werd voor het eerst geldig gepubliceerd in 1971 door Breuning.

## Soorten
Mimischnia is monotypisch en omvat slechts de volgende soort:
- Mimischnia ochreosignata (Breuning, 1964)